# Backschaft

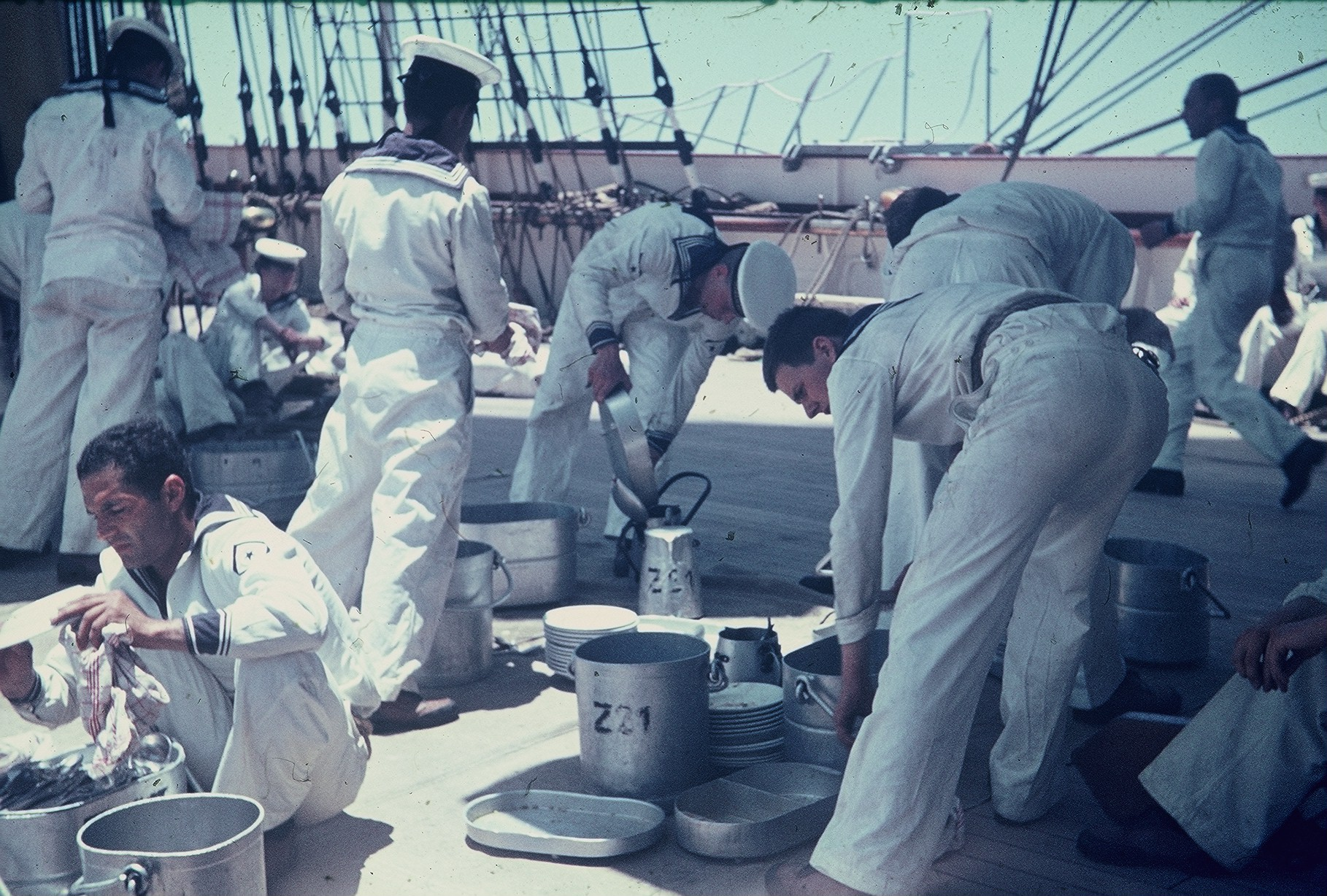
Abwasch auf der Gorch Fock (1968)

Die Backschaft ist ursprünglich die an einem Tisch (Back) sitzende Speisegemeinschaft der Schiffsbesatzung eines Marine- oder Handelsschiffes.

## Aufgabe

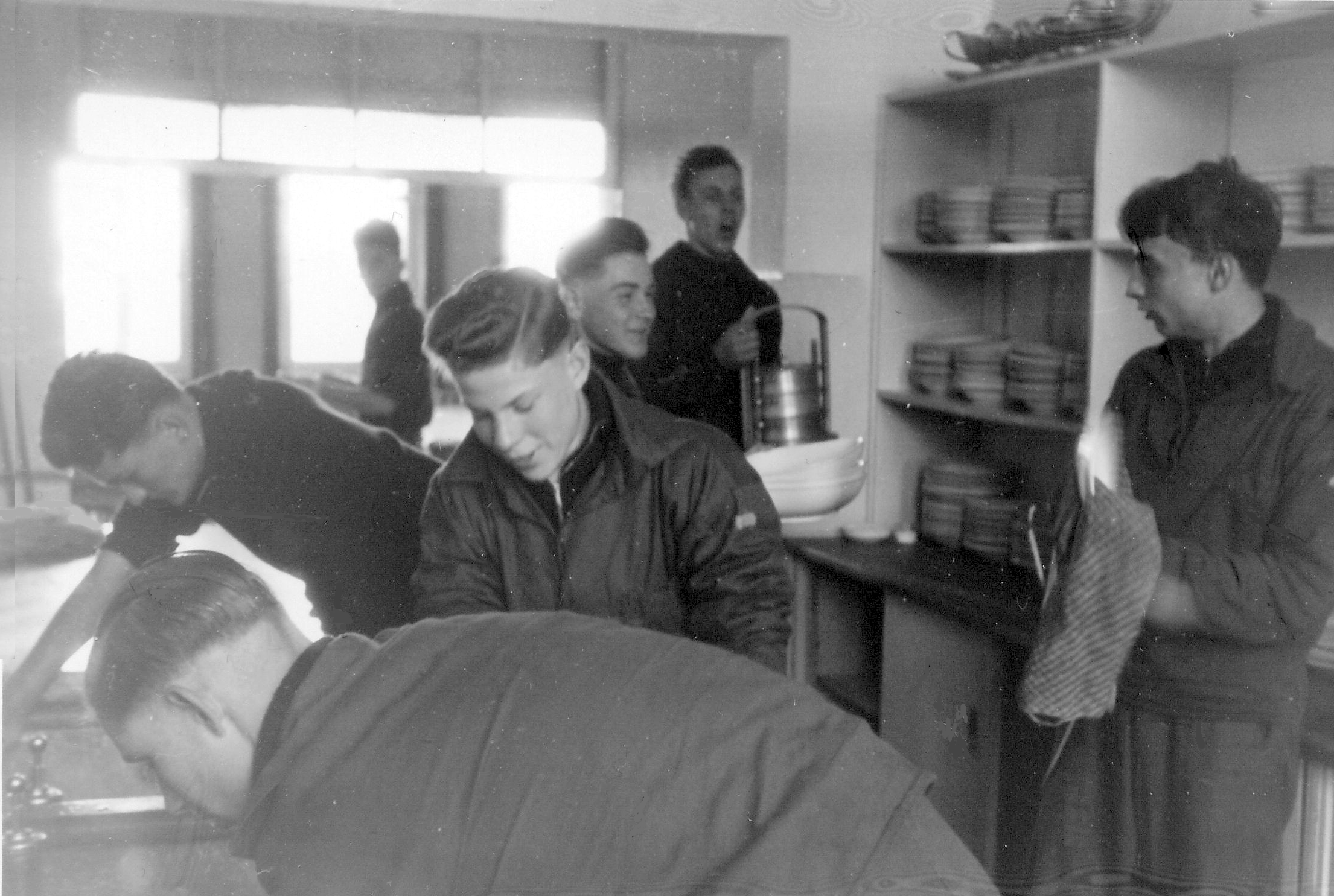
Backschaft in der Seemannsschule Travemünde-Priwall (1955)

Meist wird jedes Besatzungsmitglied der Backschaft abwechselnd als Backschafter eingeteilt. Aufgabe des Backschafters ist es, die Back (den Tisch) aufzudecken und nach Beendigung der Mahlzeiten wieder abzudecken. 
Weiterhin zählen das Aufräumen und Säubern (Aufklaren) der Back zu seinen Aufgaben. In den alten Zeiten großer Segelschiffe oder noch heute auf manchen Schiffen, auf denen zahlende Gäste als Crewmitglieder mitfahren, gehören zu den Aufgaben außerdem die Vorbereitung des Essens (einschließlich des sog. Potackendrehens, d. h. Kartoffelschälens) und das Aufklaren (Aufräumen und Reinigen) der Kombüse. 
Deshalb wird zum Teil auch die Gruppe der Backschafter oder ihr Dienst („Küchendienst“) als Backschaft bezeichnet.
Im Gegensatz zur Marine war es früher in der Handelsschifffahrt üblich, dass der Backschaftsdienst in der Regel vom Schiffsjungen besorgt werden musste. 
Fiel dieser wegen Erkrankung, Unfall oder dergleichen aus, hatte ein dienstälterer Junggrad (Jungmann) dessen Arbeit zu übernehmen. 
In der Praxis spielte sich der Backschaftsdienst wie oben beschrieben in drei Räumen ab, nämlich in der Kombüse, so vorhanden in einer Pantry und in der Mannschaftsmesse. 
Aus der Kombüse hatte der Junge das Essen zu holen, in der Messe hatte er die Mannschaft zu bedienen und in der Pantry das Geschirr und Besteck abzuwaschen und aufzuräumen. 
Für die Offiziersmesse und den Salon mit Kapitän, Leitendem Ingenieur und ggf. Passagieren, waren Messestewards, Messejungen und der Chefsteward zuständig. Letzterer war verantwortlich für das Bedienungspersonal, das sich in den vorgenannten Bereichen auch um die Backschaft kümmern musste. Auf kleineren Schiffen, also Kümos, war der Schiffsjunge häufig gleichzeitig Küchenjunge, das heißt, er hatte außerdem dem Koch in der Kombüse zu helfen und musste in Ausnahmefällen auch das Kochen für die Besatzung übernehmen.